# Reli Meksiko
Rally Guanajuato México je reli utrka FIA Svjetskog prvenstva u reliju. 
Utrka je postala dio prvenstva 2004. godine i trenutno je jedina utrka prvenstva na sjevernoameričkom kontitnetu.
Utrka se održava u Meksiku, državi Guanajuato.

## Povijest
Reli Amerika, danas znan kao Corona Reli Meksiko, nastao je 1979.g. Proizvod je suradnje dvaju najvećih klubova u Meksiku: Club Automovilístico Francés de México (CAF) i Rally Automovil Club (RAC). 

## Pobjednici

### Višestruki pobjednici (vozači)
| Pobjede | Vozač           | Pobjednička godina                              |
| ------- | --------------- | ----------------------------------------------- |
| 7       | Sébastien Ogier | 2013., 2014., 2015., 2018., 2019., 2020., 2023. |
| 6       | Sébastien Loeb  | 2006., 2007., 2008., 2010., 2011., 2012.        |

### Višestruki pobjednici (proizvođači)
| Pobjede | Proizvođač | Pobjednička godina                                     |
| ------- | ---------- | ------------------------------------------------------ |
| 8       | Citroën    | 2006., 2007., 2008., 2010., 2011., 2012., 2017., 2019. |
| 4       | Volkswagen | 2013., 2014., 2015., 2016.                             |
| 2       | Ford       | 2004., 2018.                                           |
| 2       | Toyota     | 2020., 2023.                                           |

### Pobjednici po godinama
| Godina | Vozač              | Automobil                  |
| ------ | ------------------ | -------------------------- |
| 2004.  | Markko Märtin      | Ford Focus RS WRC '03      |
| 2005.  | Petter Solberg     | Subaru Impreza S11 WRC '05 |
| 2006.  | Sébastien Loeb     | Citroën Xsara WRC          |
| 2007.  | Sébastien Loeb     | Citroën C4 WRC             |
| 2008.  | Sébastien Loeb     | Citroën C4 WRC             |
| 2009.  | Nije održan        | Nije održan                |
| 2010.  | Sébastien Loeb     | Citroën C4 WRC             |
| 2011.  | Sébastien Loeb     | Citroën DS3 WRC            |
| 2012.  | Sébastien Loeb     | Citroën DS3 WRC            |
| 2013.  | Sébastien Ogier    | Volkswagen Polo R WRC      |
| 2014.  | Sébastien Ogier    | Volkswagen Polo R WRC      |
| 2015.  | Sébastien Ogier    | Volkswagen Polo R WRC      |
| 2016.  | Jari-Matti Latvala | Volkswagen Polo R WRC      |
| 2017.  | Kris Meeke         | Citroën C3 WRC             |
| 2018.  | Sébastien Ogier    | Ford Fiesta WRC            |
| 2019.  | Sébastien Ogier    | Citroën C3 WRC             |
| 2020.  | Sébastien Ogier    | Toyota Yaris WRC           |
| 2023.  | Sébastien Ogier    | Toyota GR Yaris Rally1     |